# CS50
CS50 (Science de l'informatique 50) est un cours d'introduction en informatique enseigné à l'Université Harvard et à l'Université Yale. En 2016, CS50 est devenu disponible pour les élèves du secondaire en tant que cours d'Informatique avancée. La version sur campus est la plus grande classe de Harvard avec 800 étudiants, 102 membres du personnel et jusqu'à 2 200 participants à leurs hackathons réguliers,.
Le support du cours est disponible gratuitement en ligne sur la plateforme EdX, avec une gamme de certificats disponibles moyennant des frais. À partir de 2022 cette version en ligne, appelée CS50x, enseigne les langages C, Python, SQL, HTML, CSS, et JavaScript. Elle enseigne également les concepts fondamentaux de l'informatique, notamment les tableaux et les structures de données, ainsi que le framework web Flask. La version 2021 du cours a introduit trois nouvelles conférences supplémentaires sur la sécurité informatique, l'intelligence artificielle et l'éthique de la technologie.
Le professeur principal est le professeur de Harvard David Malan. Doug Lloyd et Brian Yu sont également membres du personnel du cours CS50 et ses conférenciers. Le cofondateur de Facebook Mark Zuckerberg et l'ancien PDG de Microsoft Steve Ballmer ont donné des conférences invitées,. Le cours CS50 est apparu pour la première fois sur le campus en 1989.
Plusieurs programmes de suivi existent, axés sur la programmation web, l'intelligence artificielle, le développement de jeux et les applications mobiles.

## Format
Les conférences sont enregistrées et téléchargées sur plusieurs services, notamment iTunes U, EdX et YouTube. Des vidéos "walkthroughs" supplémentaires sont enregistrées avec des professeurs et des étudiants bénévoles. Les questions de cours, appelées ensembles de problèmes, ou "psets" en abrégé, sont disponibles à la fois en format PDF et HTML. Les étudiants peuvent télécharger les réponses aux ensembles de problèmes et certaines questions sont notées automatiquement. Les étudiants peuvent également utiliser un logiciel spécial pour vérifier leur code dans le nuage. En 2016, CS50 est devenu le premier cours universitaire à offrir aux étudiants la possibilité de regarder toutes les conférences entièrement en réalité virtuelle. En 2022, le cours est passé de l'EDI CS50 à une version web de VS Code basée sur les GitHub codespaces et les conférences sont désormais disponibles en 4K HDR et SDR.

## Cours de suivi
CS50 propose plusieurs cours de suivi, notamment :
- CS50 : Informatique pour la programmation web - un examen plus approfondi de HTML, CSS, et JavaScript, ainsi que des cadres de travail incluant Django et React[13].
- CS50 : Intelligence artificielle avec Python - couvre les algorithme de recherche, l'apprentissage automatique, et l'intelligence artificielle[14].
- CS50 : Développement de jeux vidéo - enseigne les moteurs de jeux Unity et Löve 2D, ainsi que les principes de jeu 2D et 3D[15].

## Cours pour débutants
CS50 propose également des cours pour les personnes qui débutent en programmation ou qui souhaitent en savoir plus sur la technologie.
- CS50P : Introduction à la programmation Python
- CS50x : Introduction à l'informatique
- CS50  : Introduction à la programmation avec Scratch - Une introduction à la programmation en utilisant Scratch, un langage de programmation visuel avec lequel les programmeurs en herbe peuvent écrire du code en faisant glisser et déposer des blocs graphiques[16]
- CS50  : Compréhension de la technologie - couvre les concepts de base de la technologie, tels que le matériel informatique, Internet, et multimedia[17].
- CS50  : Introduction à l'informatique pour les avocats[18].